# Pedro Martínez de Hebert
Pedro Martínez de Hebert (Valladolid 31 de enero de 1819-22 de agosto de 1891) fue un fotógrafo y pintor español. Se considera uno de los primeros fotógrafos profesionales en España (fotógrafo con estudio en Madrid) fue nombrado por Isabel II miniaturista de cámara el 11 de junio de 1851. Realizó su labor profesional en periodo comprendido por la década de los años cincuenta, hasta los ochenta del siglo XIX. Destaca por sus trabajos en miniaturas de retratos de la realeza (entre ellos destaca el realizado a la reina Isabel II) y los nobles de la época. Ejerció el cargo de "Retratista de Cámara" y colaboró con la prensa escrita de la época (cabe destacar algunas fotografías en la La Ilustración Española y Americana). A comienzos del siglo XXI muchas de sus fotografías se encuentran en los fondos del Museo Cerralbo y la Fundación Lázaro Galdiano. 

## Biografía

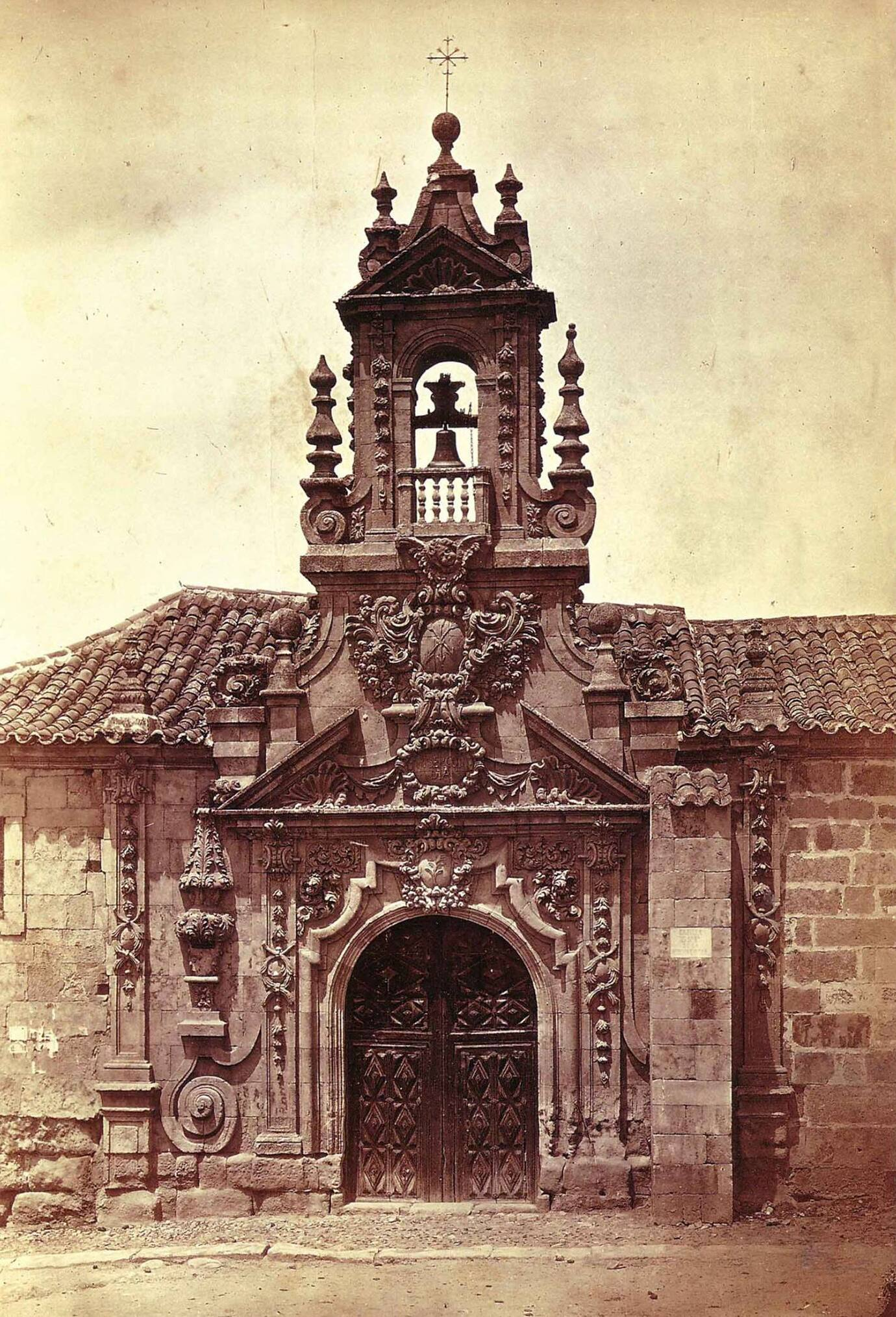
Capilla de la Misericordia (Salamanca)

Nace el 31 de enero en la ciudad de Valladolid, figura como hermano menor. José, el otro hermano es también fotógrafo. Ambos hermanos ejercen juntos, esta situación hace que muchas de las fotografías de esta época aparezcan indistintamente firmadas por Pedro o José. Se desconoce su formación artística, pero si queda documentada su relación con la Casa Real española cuando en 1851 realiza un retrato a Isabel II, convirtiéndose posteriormente en "Miniaturista de Cámara". Tuvo su estudio fotográfico en la calle del Caballero de Gracia (n.º 30 y 32), siendo localizado en los años setenta su estudio en la calle del Prado. Recibe el cargo de Fotógrafo de Cámara el 20 de mayo de 1871, realizando fotos a Alfonso XIII en su infancia, así como a Amadeo de Saboya. Retrató a literatos de la época, entre los que se encuentra a Gustavo Adolfo Bécquer y nobles, como Filomena Tamarit e Ibarra. Algunas de sus fotos sirvieron posteriormente a pintores como Federico Madrazo y Luis. Fue coetáneo de otros fotógrafos afamados como fue Jean Laurent y Charles Clifford. Entre sus trabajos destaca las fotorgrafías realizadas a un terremoto ocurrido en 1865 en la ciudad de Manila (Filipinas), realizó fotografías de algunos de los monumentos de la ciudad de Salamanca. En 1879 realizó una toma durante la construcción de la Estación de Las Delicias. 
Entre sus alumnos tuvo a José San Bartolomé Llaneces,